# Åsa Romson

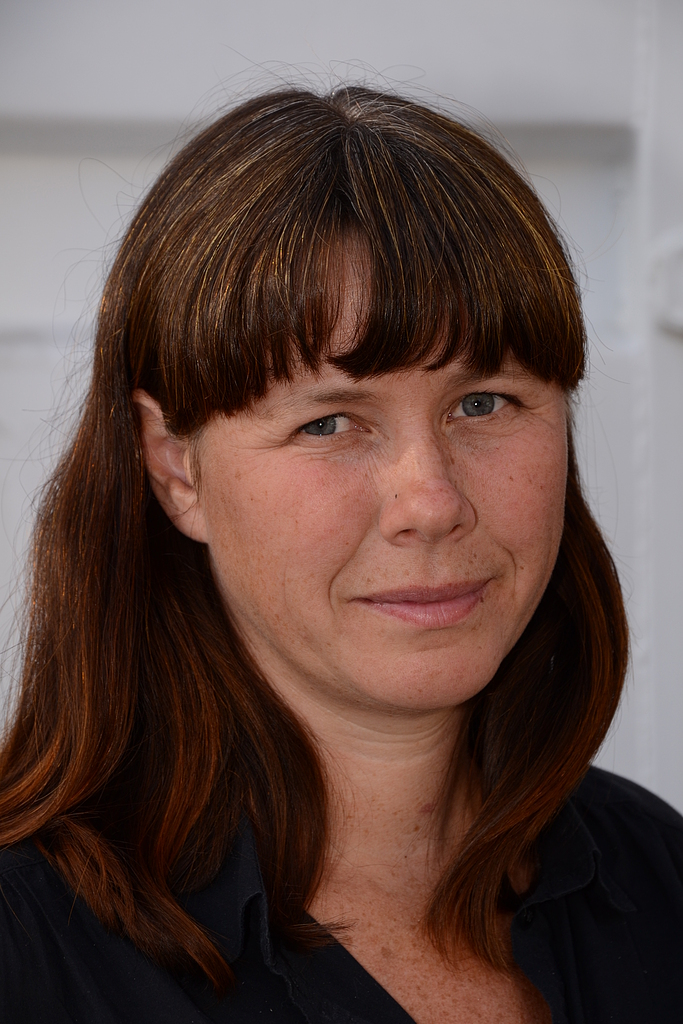
Åsa Romson (2011)

Åsa Elisabeth Romson (* 22. März 1972 in Salem, Stockholms län) ist eine schwedische Politikerin der Grünen (Miljöpartiet de Gröna). Am 3. Oktober 2014 wurde sie Klima- und Umweltministerin in der Regierung Löfven. Am 9. Mai 2016 gab sie ihren Rücktritt von diesem Amt bekannt.
Bereits 2006 wurde sie in den schwedischen Reichstag gewählt, trat das Mandat jedoch nicht an, sondern begann ein Promotionsstudium in Internationalem Umweltrecht an der Universität Stockholm. Ihre erneute Wahl 2010 nahm sie an und wurde Mitglied im Ausschuss für Umwelt und Landwirtschaft.
Vom 21. Mai 2011 bis zum 13. Mai 2016 war sie als Doppelspitze mit Gustav Fridolin Parteisprecherin der Grünen. 2012 schloss Åsa Romson ihr Promotionsstudium mit der Erlangung des Doktorgrades ab. Nach knapp 40 Jahren besaß damit ein Anführer einer schwedischen Parlamentspartei erstmals wieder einen Doktortitel.
International geriet sie in die Schlagzeilen, als ihr bei einer Pressekonferenz am 24. November 2015, bei der sie als stellvertretende Ministerpräsidentin eine Verschärfung der schwedischen Asylgesetze erklärte, die Stimme wegbrach und die Tränen kamen. Bei einem anderen Anlass hatte sie die Flüchtlinge, die im Mittelmeer umkamen, mit Auschwitz-Häftlingen verglichen.
Im Mai 2016 trat Romson sowohl als Parteivorsitzende als auch als Umweltministerin zurück, nachdem sie innerparteilich wegen sinkender Umfragewerte und nach dem Rücktritt von Mehmet Kaplan unter Druck stand.
Zu der in der EU auf deutsches Betreiben hin geplanten weiteren Glyphosat-Zulassung, als Pestizid in Landwirtschaft und Gartenbau bis 2031, hat Romson namens ihrer Regierung eine Ablehnung formuliert:

„Wir wollen mit Glyphosat kein Risiko eingehen. Wir meinen, dass der bisherige Stand der Wissenschaft nicht eindeutig genug ist. Wir schlagen vor, dass zur Zeit keine Entscheidung getroffen wird, und zwar solange, bis es weitere Untersuchungen gibt und bis die Wissenschaftler der EFSA ihre Auffassungen besser nachvollziehbar dargestellt haben.“

Im März 2017 gab Åsa Romson bekannt, in den Reichstagswahlen 2018 nicht mehr zu kandidieren und ihre politische Karriere damit zu beenden.